# Hidali
左 HIDALI（ひだり）は、2013年に発足した日本の振付師ユニット。CM、コンサート、ライブ、映画、舞台、ミュージック・ビデオなど様々な分野の振付をメンバーで分担して手がけている。

## メンバー
- SOMA - 寺杣彩（てらそま あや）
  - 1987年、東京都に生まれる。
  - ダンサー、振付家
  - 幼少期より舞踊家の加藤みや子に師事し、2005年より本格的に舞台活動を開始。
  - 舞台芸術の中でも取り分け身体表現にフォーカスしたダンス作品を数多く発表しており、自身による演出作品『つうかあ』『music』などを発表。海外のフェスティバルでも作品を上演している。
  - 2010年に木原浩太・塩川友佳子とトリオユニット 三体-santai -を結成。
  - 2013年に左 HIDALIの立ち上げとともに加入。
  - カンパニー作品の他、MOKK（村本すみれ）、冨士山アネット（長谷川寧）、タバマ企画（田畑真希）等の活動に参加。
  - 近年では、ドラマやCM等への歌唱での参加、さらに映像やファッションの分野にも活動の場を広げている。
- TSUTO - 笹尾功（ささお つとむ）

  - ダンサー、振付演出家、講師、タレント
  - 16歳よりダンサーとして活動し、横浜を中心に数々のイベント・コンテスト・バトルに出場する。
  - 世界的コンテストで数々の受賞歴を誇る日本屈指のロックダンスチーム 「SHUFFLE!!（シャッフル）」メンバー。
  - 2008年、ダンスと語学に専念するために渡米。
  - 帰国後に同団体に加入。
  - 数学が得意で、大人数が複雑に組み合わさったパズルムーブを得意とする[2]。
  - 明るいキャラクターと素早い切り返しで、MCやタレントとしても人気があり、イベントや番組の司会進行を行うこともある。
- MIKAKO - 叶実花子（かのう みかこ）
  - ダンサー、振付演出家、講師、モデル
  - 京都府に生まれる。
  - 上智大学卒業（ストリートダンスサークル「G-splash」出身）
  - 大学在学時より人気ガールズダンスユニット「楊貴妃（ようきひ）」「dearALL（ディアーオール）」のメンバーとして活動し、都内を中心に様々なダンスイベントに出演する。
  - 美貌と実力を兼ね揃えたダンスグループとして人気の高かった「楊貴妃」は、世界最大のダンスコンテストである「JAPAN DANCE DELIGHT」の第11回大会であまりに応援者が多く、その当時の同コンテストで最も観客動員数の多かったグループとして話題になった。
  - 2007年、渡米。
  - 渡米後の出演作は、ネオン・トゥリーズ「1983」、マイケル・ジャクソン「ビハインド・ザ・マスク」、ラムシュタイン「Mein Land」、ワン・リーホン 「Open Fire」 World Tour （王力宏 「火力全開」世界ツアー）など。
  - 振付師 Anthony Thomas（アンソニー・トーマス）Crew に加入し、彼の右腕として海外での経歴をスタートさせる。
  - その後、振付師仲宗根梨乃 との出会いを経てアシストを始める。共作には ブリトニー・スピアーズ「トキシック」LIVE、少女時代「PAPARAZZI」、SHINee「Stranger」などが挙げられる。
  - 帰国後に同団体に加入
- NAO - 碓井菜央（うすい なお）
  - 日本女子体育大学舞踊学科卒業。
  - 2011年、小池修一郎演出「ロミオ&ジュリエット」より本格的に舞台デビュー。以降「地球ゴージャス」「わたしは真悟」「作者を探す六人の登場人物」「スコット&ゼルダ」「DANCE LEGEND vol.2 Argentango アルジェンタンゴ」など様々な舞台に出演。
  - コンテンポラリー・ダンスからストリートダンスまで幅広い技術と高い表振現力で、アーティストMV・ライブ・モード系ファッションのイベントなど様々な現場で創作を行なっている。
  - 「劇団ぼるぼっちょ」の旗揚げメンバーとして定期的な自主公演を行うほか、ダンス喜劇「おどるぼっちょ」の企画・監修など、ステージと表と裏の両方をこなすダブルプレイヤーとしても活動している。
  - 左 HIDALIによる初のダンスショートフィルム「闇と光」のメインキャストとしての出演をきっかけに、2017年に同団体に加入。

### 過去に在籍したメンバー
- 今井悠（いまい ゆう）
  - 音楽プロデューサー
  - 発足後、同団体が振付にフォーカスを絞るという理由から脱退。
  - 現在も楽曲の提供や、音楽制作を担当するなど親交がある。
- TAKE - 梨本威温（なしもと たけあつ）

  - ファッションと現代アートを主軸にしたPRエージェント 「HiRAO INC」の創設メンバーとして7年間ブランディングに従事し、 2011年にフリーの振付師としてキャリアをスタートさせる。
  - 「動きの芸術」とも云えるファッションと動きの融合や、観客に驚きと喜びを与える「目に楽しい」アイデアの引き出しに長けており、商業、文化、性別を超えた複合的な視点を持っての作品作りが得意である。
  - 2016年2月に同団体から独立し、梨本威温 として活動。[3]
  - 独立後も ポカリスウェット インドネシアコマーシャル などで共作を行っており、親交がある。
- RYO - 野口量（のぐち りょう）
  - 1980年、神奈川県に生まれる。
  - 元 「無名（ウーミン）」メンバー
  - 元「WORLD ORDER」チーフコレオグラファー
  - 2018年10月 同団体から独立、一度立ち止まって、「自分自身の中のどんなものも吸収する空っぽの部分」と向き合うため、「Blank」の活動を開始。

## 沿革
2013年に野口がチーフコレオグラファーを務めていた「WORLD ORDER」を脱退後に、 WORLD ORDERの演出チームの一員として参加していた梨本威温 、トラックメイカーの今井悠、 コンテンポラリーダンサーの寺杣彩を誘い振付師ユニット「左 HIDALI」を発足。活動開始後すぐに野口が所属していたダンスグループ「無名（うーみん）」の動画を見たウィル・アイ・アムから直接オファーを受けてFatima Robinsonと共作で振付を行なったミュージック・ビデオ「thatPower」は、同年の MTV Video Music Award for Best Choreographyを受賞した。
このMVで一時帰国中にダンサーとして出演していたTSUTO（笹尾功）が、帰国後正式に加入。2014年に一時帰国中に同団体の振付作品に出演中だったMIKAKO（叶実花子）が加わり、5人体制になる。団体規模の拡大に伴い、その後パートナー振付師や、アシスタント、マネジメントが加入し、ユニットは最大10人ほどのメンバーで稼働するようになる。
2013年の発足後、振付の案件のみに集中するためにトラックメイカーの今井悠が脱退。
2016年2月に梨本威温が独立のため脱退。
2018年5月に 野口量が休養のため脱退。

### 名称
正式名称は漢字と英字の間に半角スペースの空いた「左 HIDALI」。英語表記の場合は全て大文字で「HIDALI」と表記されている場合が多い。いずれも読み方はヒダリで統一されている。

### 主な受賞歴
- MTV Video Music Award for Best Choreography - 「thatPower」 by ウィル・アイ・アム feat. ジャスティン・ビーバー（2013年）
- スペースシャワーTVBEST CHOREOGRAPHY VIDEO - 「ロッキン50肩ブギウギックリ腰」 by ウルフルズ（2016年）
- One Show Moving Image Craft - 「ペンパイナッポーアッポーペン」 YouTube FanFest Live（2017年）
- インフォコム LIVE DESIGN PRODUCTS OF THE YEAR - 「EXISDANCE」（2017年）

## 主な振付作品
全て公式ホームページを参照。

### CM振付
- NTTドコモ - ドコモの新料金「カケホーダイ&パケあえる篇」（2014年）
- 生活協同組合コープみらい - 関東の生協「コープみらい」が地球温暖化防止を呼びかける「七夕ライトダウン篇」（2014年）
- イケア - 「ベットを変えよう。パパ篇&ママ篇」日常動作の振付を担当（2014年）
- ダノンジャパン - 新発売ドリンク「スッキリビオ」WEB CMの振付けを担当。
- ユニクロ - 「UT-me」WEB CMの振付を担当。ジューシー（HIFANA）、鎮座DOPENESS、田中光太郎が出演。
- 亜細亜大学 - 「経営学部ホスピタリティ・マネジメント学科」CMの振付を担当。
- 日研トータルソーシング - 「その手で、e仕事」中田英寿出演。振付けを担当。

### テレビ番組
- 「第64回NHK紅白歌合戦」氷川きよし出演部分の振付、構成を担当。
- 「THE MUSIC DAY 音楽のちから 2014」2014年7月12日放送。嵐の振付、構成を担当。
- 「ミミクリーズ」NHK Eテレの生化学教育番組。ミミックダンスの振付を担当。また自身も番組に出演。
- 「日テレ系音楽の祭典 ベストアーティスト2014」2014年11月26日放送。嵐の振付と構成を担当。
- 「2014 FNS歌謡祭」2014年12月3日放送。嵐の振付と構成を担当。
- 「ミュージックステーション スーパーライブ2014」2014年12月26日放送。嵐の振付と構成を担当。
- 「HEY!HEY!HEY! MUSIC CHAMP 20周年大感謝祭」2014年12月29日放送。嵐の振付と構成を担当。
- 「第65回NHK紅白歌合戦」2014年12月31日放送。白組トリにて、嵐の振付と構成を担当。
- 「ミュージックステーション」2015年2月27日放送。嵐「Sakura」の振付、構成を担当。

### PV振付
- 「thatPower」（ウィル・アイ・アム feat. ジャスティン・ビーバー）（2013年）（日本版の振付担当）
- 「UFO」（FEMM ）
- 「ASTRO BOY」（FEMM）FEMMのデビューシングル。ブリトニー・スピアーズやケイティ・ペリーなどを手掛けるスウェーデンのプロデューサーAndreas Carlssonなどが参加して制作された。
- 「Kiss The Rain」（FEMM ）
- 「GUTS !」（嵐）土曜ドラマ「弱くても勝てます 〜青志先生とへっぽこ高校球児の野望〜」の主題歌。
- 「White Noise」（FEMM）
- 「We Flood The Night」（FEMM）
- 「誰も知らない」（嵐）金曜ナイトドラマ「死神くん」主題歌。
- 「ワン・ウーマン・ショー 〜甘い幻〜」（ポルノグラフィティ）
- 「俺たちのセレブレーション」（ポルノグラフィティ）バックダンサーの振付と構成を担当。
- 「ヨシー・ファンクJr. 〜此レガ原点!!〜」吉井和哉による初のカバー・アルバム。
- 「シャンプーハット」（チームしゃちほこ）
- 「ベイマックス ふわふわエクササイズ」ハリセンボンの振付を担当。
- 「VOGUE MOVIE」（FEMM）振付けを担当。
- 「いけいけハリウッド」（チームしゃちほこ）振付を担当。
- 「DIRTY」（SKE48 チームS）振付を担当。

### コンサート振付
- 嵐
  - 「ARASHI Live Tour 2013 “LOVE”」過去に担当した作品の振付、構成を手がけた。
  - 「ARASHI BLAST in Hawaii」2014年9月19日、20日にハワイにて敢行された。 全体構成と振付を担当。
- 22/7

### イベント
- 第43回東京モーターショー「フォルクスワーゲン」
- 第一興商「LIVE DAM 踊ってみた!Ver.」B'zのultra soulを担当。
- 「渋谷DEどーも」2014年5月3日から5月5日に開催。NHK放送センターで開催される「デジタルNHKを遊ぼう!」コーナーに設置されたKinectダンスゲームの振付を担当。
- 「SKY FASHION SHOW feat. GUCCI」Preciousの10周年イベント、高さ約40mのビル壁面をランウェイと見立てた空中ファッションショーの振付を担当。
- 「ヤマデロイド」2015年に公開された日本アニメ（ーター）見本市の第10弾作品。山寺宏一が歌う歌にのせた、キャラクターの振付を担当。
- アディダス - SHIBUYA109で開催されたイベントの振付を担当[4]。